# Апшье, Клод-Анне де Шатонёф
Клод-Анне де Шатонёф (фр. Claude-Annet de Cháteauneuf; 14 июня 1693 — 12 февраля 1753), называемый графом д'Апшье (Apchier) — французский генерал, фаворит Людовика XV.

## Биография
Второй сын Юга д'Апшье, виконта де Вазея, и Анн де Шевалье-де-Русс.
Первоначально именовался шевалье д'Апшье. В 1707 году поступил младшим лейтенантом в пехотный полк дофина, служил в Дофинуазской армии и внес вклад в оборону Тулона. В сентябре того же года поступил корнетом в полк генерал-кампмейстера драгун, но в июне 1708 вернулся в полк дофина, получив лейтенантский чин. Сражался в битве при Ауденарде, в 1709—1712 годах служил в Рейнской армии.
Капитан драгунского полка Бель-Иля (14.03.1713), служил при осадах Ландау и Фрайбурга. 10 ноября полк был распущен, Апшье 6 марта 1714 стал капитаном полка генерал-кампмейстера драгун, затем также расформированного. 5 апреля 1718 при формировании Орлеанского драгунского полка получил должность второго капитана.
20 декабря 1719 стал третьим прапорщиком роты жандармов королевской гвардии с рангом кампмейстера кавалерии. Второй прапоршик (29.05.1725), второй младший лейтенант (10.05.1726), первый младший лейтенант (10.05.1732).
Бригадир (20.02.1734), 1 апреля направлен в Рейнскую армию, участвовал в атаке Этлингенских линий и осаде Филиппсбурга. Кампмаршал (1.03.1738), в октябре 1739 отказался от лейтенантства в жандармской роте.
С началом войны за Австрийское наследство 20 июля 1741 направлен в Баварскую армию, 23 сентября выступил из Ландау со 2-й дивизией, был при взятии Праги, в Писекском лагере, бою при Сахаи, снятии осады Фрауэнберга. Командовал резервом при отступлении армии к Праге, участвовал в обороне города, который покинул 16 декабря 1742 и вернулся во Францию в феврале 1743 с 3-й дивизией.
1 апреля 1743 направлен в Рейнскую армию маршала Ноая, сражался в битве при Деттингене и закончил кампанию под командованием того же генерала в Верхнем Эльзасе. 1 января 1744 назначен в Дюнкерк, затем 1 апреля переведен во Фландрскую армию Морица Саксонского. Генерал-лейтенант (2.05.1744), прикрывал осаду Менена, после которой 7 июня официально произведен в новый чин. Участвовал в осадах Ипра и Фюрна, закончил кампанию в Куртрейском лагере.
1 февраля 1745 был назначен в Лилль, 1 апреля в армию короля. Служил при осаде Турне, сражался при Фонтенуа, где был ранен.
1 января 1746 был пожалован в рыцари орденов короля, цепь ордена Святого Духа получил 2 февраля.
1 мая 1746 был направлен в Рейнскую армию, участвовал в осаде Намюра и сражался в битве при Року. 1 марта отправился с Морицем в Нидерланды, 1 мая был назначен в армию короля. Сражался в битве при Лауфельде, 1 апреля 1748 был послан на Пьемонтскую границу, где оставался до конца февраля 1749.
Был холост.